# 숭캉
숭캉(베트남어: Sùng Khang / 崇康 숭강 / 1568년 ~ 1578년 2월)은 베트남 막 왕조(莫朝) 제5대 군주 막머우헙(莫茂洽)의 두번째 연호이다.
《대월사기전서》(大越史記全書)과 《대월통사》(大越通史)에는 1566년에 개원한 기록이 있으나, 막 왕조 때 건립한 비석의 비문들을 수집한 《막대비문》(Văn bia thời Mạc/莫代碑文)에는 1568년에 숭캉 원년으로 표기 되므로, 정사 기록의 오기로 추정된다.

## 개원
- 투언푹(淳福) 원년(1568년)에 연호를 숭캉(崇康)으로 개원함.

- 숭캉(崇康) 11년 2월 21일[1](율리우스력 1578년 3월 28일)에 연호를 지엔타인(延成)으로 개원함.[2][3][4]

## 연대 대조표
| 숭캉 | 서기 (西紀) | 간지 (干支) | 후 레 왕조 연호   | 명나라 연호     |
| 원년 | 1568년      | 무진 (戊辰) | 찐찌(正治) 11년   | 융경(隆慶) 2년  |
| 2년  | 1569년      | 기사 (己巳) | 찐찌 12년         | 융경 3년        |
| 3년  | 1570년      | 경오 (庚午) | 찐찌 13년         | 융경 4년        |
| 4년  | 1571년      | 신미 (辛未) | 찐찌 14년         | 융경 5년        |
| 5년  | 1572년      | 임신 (壬申) | 홍푹(洪福) 원년   | 융경 6년        |
| 6년  | 1573년      | 계유 (癸酉) | 자타이(嘉泰) 원년 | 만력(萬曆) 원년 |
| 7년  | 1574년      | 갑술 (甲戌) | 자타이 2년        | 만력 2년        |
| 8년  | 1575년      | 을해 (乙亥) | 자타이 3년        | 만력 3년        |
| 9년  | 1576년      | 병자 (丙子) | 자타이 4년        | 만력 4년        |
| 10년 | 1577년      | 정축 (丁丑) | 자타이 5년        | 만력 5년        |
| 숭캉 | 서기 (西紀) | 간지 (干支) | 후 레 왕조 연호   | 명나라 연호     |
| 11년 | 1578년      | 무인 (戊寅) | 꽝흥(光興) 원년   | 만력(萬曆) 6년  |

## 동시대 연호

### 베트남
후 레 왕조(後黎朝)
- 찐찌(正治) (1558년 ~ 1571년)
- 홍푹(洪福) (1572년)
- 자타이(嘉泰) (1573년 ~ 1577년)
- 꽝흥(光興) (1578년 ~ 1599년)

### 중국
명(明)
- 융경(隆慶) (1567년 ~ 1572년)
- 만력(萬曆) (1573년 ~ 1620년)

### 일본
- 에이로쿠(永祿) (1558년 ~ 1570년)
- 덴쇼(天正) (1573년 ~ 1592년)

## 같이 보기
- 베트남의 연호